# جايسون رووي
جايسون رووي (بالإنجليزية: Jason Rowe)‏ هو مغني بريطاني، ولد في 31 ديسمبر 1969 في يوفيل في المملكة المتحدة.

## وصلات خارجية
- جايسون رووي على موقع ميوزك برينز (الإنجليزية)
- جايسون رووي على موقع ديسكوغز (الإنجليزية)